# 木曽川橋梁 (名鉄名古屋本線)

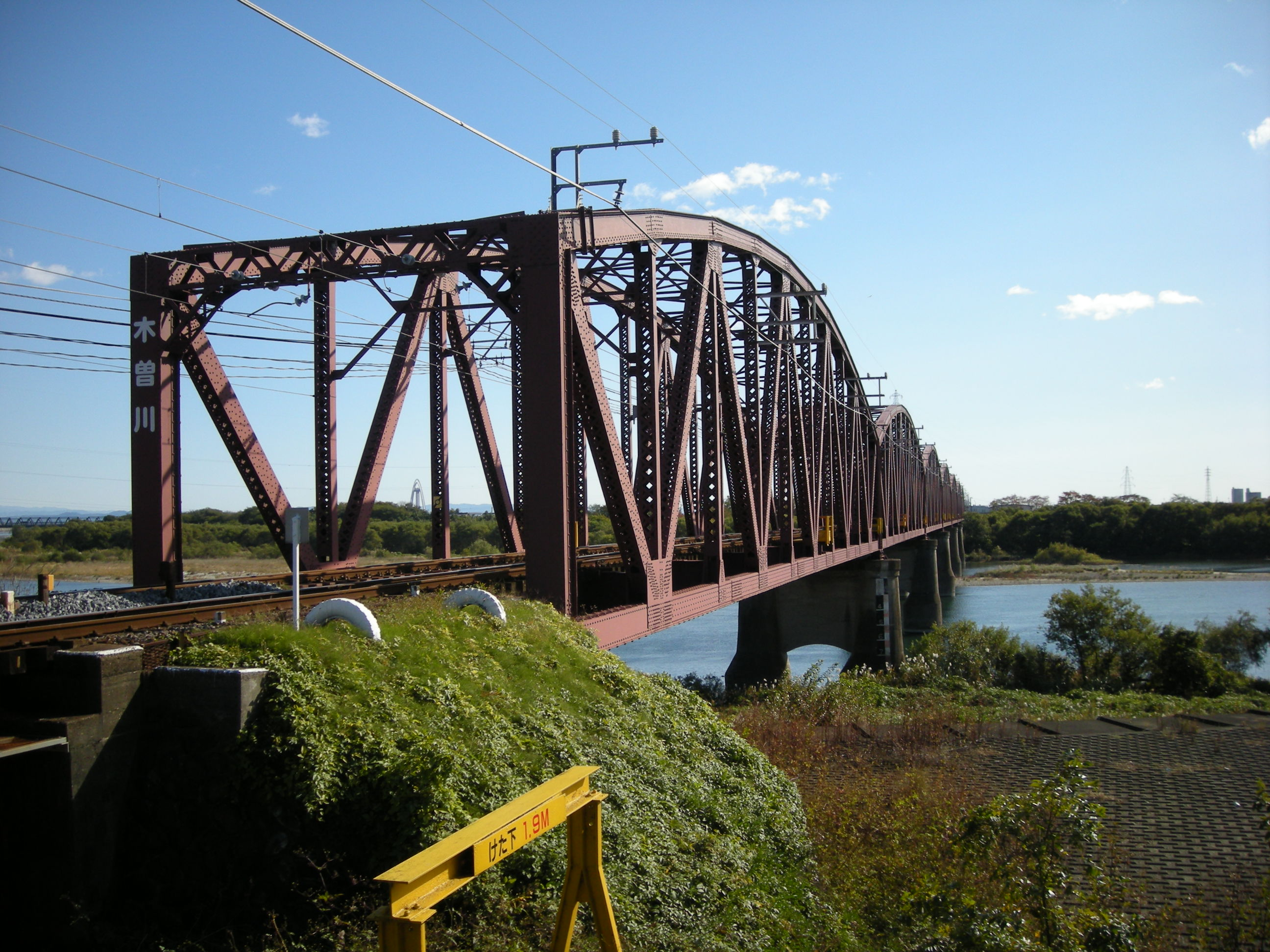
橋梁近景（2008年（平成20年）2月）

木曽川橋梁（きそがわきょうりょう）は、愛知県一宮市と岐阜県羽島郡笠松町を結ぶ、木曽川に架かる名鉄名古屋本線の橋梁である。
木曽川堤駅と笠松駅の間に架かる鉄道橋である。

## 概要
この地域で木曽川の川幅が最も狭い箇所に架橋されている。上流にあるJR東海道本線 木曽川橋梁より、100m以上短い。建設費を抑えるために川幅が狭い箇所を選んだこともあるが、（旧）名古屋鉄道が名古屋市と岐阜市を結ぶ路線を敷設の際、新岐阜駅（現在の名鉄岐阜駅。この時は鉄道省東海道本線岐阜駅に併設する形で存在） - 笠松駅（現在地より南寄り）に笠松線を有していた美濃電気軌道を買収し、新線建設に際して同社の保有路線を用いるのが効率的であったこともある。
そのために木曽川橋梁の前後の路線は曲線となっており、制限速度区間になってしまっている。この区間は栄生駅 - 西枇杷島駅の区間と同じく、名古屋本線の高速化のネックになっている。
7連トラス桁の下路曲弦ワーレントラス橋であり、支間は67.06m。

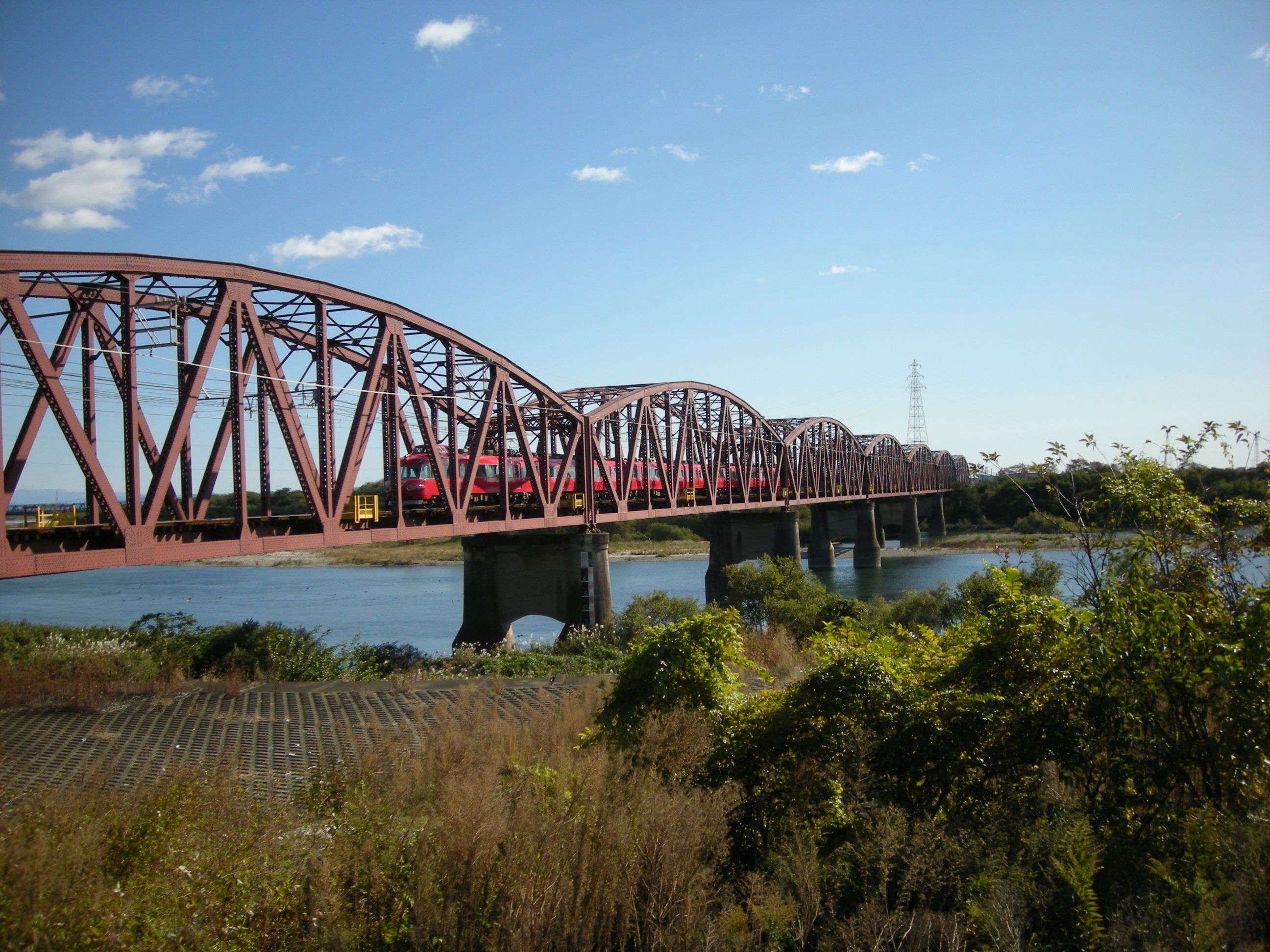
7連のトラス構造（2007年（平成19年））

## 諸元
- 完成：1934年（昭和9年）
- 供用：1935年（昭和10年）
- 延長：484.5m・複線式
- 区間：愛知県一宮市北方町北方 - 岐阜県羽島郡笠松町若葉町

## 沿革
- 1928年（昭和3年）4月：（旧）名古屋鉄道が、岐阜へ直接向かう路線の延長を計画し、その第一歩となる押切町駅 - 新一宮駅（現名鉄一宮駅）間が開業。
- 1930年（昭和5年）8月：（旧） 名古屋鉄道が美濃電気軌道を合併。
- 1930年（昭和5年）9月：（旧） 名古屋鉄道が名岐鉄道に社名変更。
- 1931年（昭和6年）：木曽川橋梁が着工する。
- 1934年（昭和9年）：木曽川橋梁が完成する。
- 1935年（昭和10年）4月29日：名岐鉄道名岐線 新一宮 - 新笠松間が開業。新笠松駅（現在の笠松駅）開業。名岐線を須ヶ口 - 新岐阜間とする。押切町 - 新岐阜間全通。デボ800形電車を用いて、押切町 - 新岐阜間を34分で結ぶ直通特急を設定。
- 1948年（昭和23年）
  - 5月12日：名岐線の架線電圧を1500Vに昇圧。
  - 5月16日：豊橋 - 新岐阜間を名古屋本線とし豊橋 - 新岐阜間直通運転開始。

## その他
木曽川堤駅と笠松駅の間（木曽川堤駅とは木曽川橋梁を挟んで対岸になる）には、かつて東笠松駅が存在していたが、利用者の減少により、2005年（平成17年）1月29日に廃止された。
座標: 北緯35度22分1秒 東経136度46分4.5秒 / 北緯35.36694度 東経136.767917度